# Forsteronia mollis
Forsteronia mollis är en oleanderväxtart som beskrevs av Henry Hurd Rusby. Forsteronia mollis ingår i släktet Forsteronia och familjen oleanderväxter. Inga underarter finns listade i Catalogue of Life.